# 파크 하얏트 부산
파크 하얏트 부산(영어: Park Hyatt Busan)은 대한민국 부산광역시 해운대구 우동 마린시티에 위치한 5성급 호텔로 2013년 2월 18일 개장했다. 해운대 아이파크 사이와 수영만 요트경기장에 근접해 있어서 시원한 바다 전경과 광안대교가 펼쳐진 전망을 즐길 수 있으며, 해운대 해변과 신세계 센텀시티와 부산 전시 컨벤션센터인 벡스코(BEXCO) 등 부산 해운대의 관광 및 편의시설의 이용이 편리하다.
총 34층 높이의 파크 하얏트 부산은 바람이 실린 돛을 형상화한 기하학적인 곡선을 살린 외관 디자인 내에 첨단 시설과 프리미엄 비품들이 비치된 269개의 객실과 69개의 스위트룸을 갖추고 있다. 종업원은 총 249명이고 산업은 호텔업이다. 대표 제품은 숙박, 도소매, 음식, 서비스다.
2008년에 착공하여 2013년에 완공하였고 같은 해 2월 18일에 개장했다.

## 역사
해운대 우동에 있는 마린시티는 1987년 매립이 끝난 동백섬 서쪽의 수영만매립지였다. 1994년 대우그룹은 100층 높이의 초고층 건물을 짓기 위해 이곳의 부지를 매입했다. 그러나 1997년 외환위기를 겪으면서 대우는 부도를 맞았고, 부지는 방치된 채 부산의 대표적인 골칫거리 땅으로 전락했다.
부산시와 해운대구가 부지를 소유한 민간업체 제안을 받아들여 본격적인 개발에 나선 시기는 2004년이다. 당초 수영만매립지는 호텔과 위주의 상업지역으로 조성될 계획이었다. 하지만 인근 센텀시티가 대표 상업지역으로 급속히 성장하면서 수영만매립지 매력이 떨어졌다.
해운대구는 발상을 전환해 마린시티에 호텔을 개발하기로 했다. 사업 추진 과정에서 민간업체에 특혜를 줬다는 의혹이 제기됐다. 고층 호텔 등이 해운대의 스카이라인을 해칠 것이라는 환경단체들도 거셌다. 해운대구 공무원들은 수차례 공청회를 통해 ‘고층 건물이 들어선 수영만매립지가 대한민국의 명물이 될 것’이라며 주민들을 설득했다.
부산 해운대 수영만 매립지내에 조성된 파크 하얏트 부산은 호텔을 표방하며 2008년에 착공하여 2013년에 완공되었다.

## 높이
높이는 150m이다. 지상 34층의 높이다. 완공 당시 마린시티에서 높은 호텔이 되었다. 주변에 있는 건물들을 보면 파크 하얏트 부산보다 높은 건물들이다. 이게 초고층 건물이고 마천루다. 해운대 아이파크(72층, 292m)가 2008년에 착공하여 2011년에 완공된 후에 파크 하얏트 부산(34층, 150m)이 2013년에 완공된 것이다. 현재 마린시티에서 높은 호텔이다.

## 특징
총 34층 높이의 파크 하얏트 부산은 바람이 실린 돛을 형상화한 기하학적인 곡선을 살린 외관 디자인 내에 첨단 시설과 프리미엄 비품들이 비치된 269개의 객실과 스위트룸을 갖추고 있다.
상위 3개 층에는 세련된 디자인의 스테이크 앤 그릴 레스토랑 ‘다이닝룸(Dining Room)’ 과 모던 프렌치 레스토랑 ‘리빙룸(Living Room)’, 아늑한 분위기의 ‘라운지(Lounge)’가 운영되며, 호텔의 입구에는 패스트리 부티크 ‘파티세리(Patisserie)’가 있다.
아울러 3층부터 5층까지 총 3개 층에 걸쳐 운영 중인 ‘루미 스파 피트니스(Lumi Spa & Fitness)’는 전면 유리창을 통해 해운대 바다 전경을 바라보며 운동을 즐길 수 있는 피트니스 센터와 실내 수영장, 호텔 직영의 스파 트리트먼트 시설 등을 갖추고 있다.
그밖에도 기업 회의, 컨퍼런스, 세미나 등의 행사와 웨딩, 연회, 테마 파티, 소셜 이벤트 등을 위한 시설도 운영 중이다. 2층에 위치한 볼룸(Ballroom)은 최대 260명(라운드 테이블 기준)까지 수용이 가능하며, 1층에 위치한 살롱(Salon)에서는 소규모 이벤트가 가능하다. 33층에 위치한 드로잉룸(Drawing Rooms)은 레지덴셜 스타일의 멀티 이벤트 공간으로 최고의 전망을 자랑한다.

## 내부 시설
다음은 파크 하얏트 부산의 내부 시설이다.
| 층수                | 시설       |
| ------------------- | ---------- |
| 2층 ~ 34층          | 호텔 등    |
| 1층                 | 로비       |
| 지하 6층 ~ 지하 1층 | 지하주차장 |

## 종사자 학력 조건
- 전문대 졸업

## 선정
- 2014년 트립 어드바이저(TripAdvisor)선정 : 트래블러즈 초이스 한국 호텔 중 11위, 국내 럭셔리 호텔 부문 3위
- 2015년 트립 어드바이저(TripAdvisor)선정 : 트래블러즈 초이스 한국 호텔 중 2위, 한국 럭셔리 호텔 부문 1위, 한국 호텔 베스트 서비스 부문 8위
- 2016년 트립 어드바이저(TripAdvisor)선정 : 트래블러즈 초이스 한국 호텔 중 2위, 한국 럭셔리 호텔 부문 1위, 한국 호텔 베스트 서비스 부문 9위
- 2017년 트립 어드바이저(TripAdvisor)선정 : 트래블러즈 초이스 한국 호텔 중 1위, 한국 럭셔리 호텔 부문 1위, 한국 호텔 베스트 서비스 부문 1위
- 2018년 트립 어드바이저(TripAdvisor)선정 : 트래블러즈 초이스 한국 호텔 Top 25, 한국 럭셔리 호텔 부문 Top 25, 한국 호텔 베스트 서비스 부문 Top 25
- 2019년 트립 어드바이저(TripAdvisor)선정 : 트래블러즈 초이스 한국 호텔 Top 25, 한국 럭셔리 호텔 부문 Top 25

## 대중문화
- 웹툰 - 캉타우
- JTBC 드라마 - 그냥 사랑하는 사이
- TV 도쿄 드라마 - 고독한 미식가 시즌8 연말스페셜
- 넷플릭스 드라마 - D.P.

## 같이 보기
- 호텔아이파크
- 파크 하얏트 서울
- 현대산업개발그룹
- 대한민국의 호텔 목록
- 부산광역시의 마천루 목록